# Ian Atherly
Ian Atherly (* 15. Juli 1954) ist ein ehemaliger Radrennfahrer und nationaler Meister im Radsport aus Trinidad und Tobago.

## Sportliche Laufbahn
Atherly war Bahnradsportler. 1975 und 1976 gewann er die nationale Meisterschaft im Sprint. Bei den Commonwealth Games 1974 gewann er die Bronzemedaille im Sprint hinter dem Sieger John Nicholson. 1978 startete er ebenfalls im Sprint bei den Commonwealth Games, blieb aber unplatziert.
Bei den Panamerikanischen Meisterschaften gewann er 1976 Silber und 1978 Bronze im Sprint. Im Sprintwettbewerb der Zentralamerika- und Karibikspiele holte er 1978 die Silbermedaille. Mehrfach startete er bei den UCI-Bahn-Weltmeisterschaften.

## Berufliches
Nach seiner aktiven Laufbahn war er Bürgermeister von San Fernando. Später arbeitete er in der Hafenbehörde von Point Lisas bei Couva.